# Strada provinciale 81 Campeggio
La strada provinciale 81 Campeggio è una strada provinciale italiana nel comune di Monghidoro della città metropolitana di Bologna.

## Percorso
A Molino della Pergola (427 m s.l.m.) ha inizio dalla SP 7 Valle dell'Idice ed attraversa il torrente. Risale quindi il versante ovest della valle ed incontra la frazione di Pergoloso e altre località. Salendo ancora giunge infine a Monghidoro (841 m s.l.m.), dove trova fine all'intersezione con l'ex SS 65 della Futa.